# Jean-Baptiste Hachème
Jean-Baptiste Hachème, né le 24 juin 1929 à Porto-Novo et décédé le 3 mai 1998 à Cotonou est un officier des Forces armées de la république du Dahomey.

## Carrière militaire
Hachème était d'origine Fon. Il s'est engagé dans l'armée, où il a atteint le grade de major. Il est apparu sur la scène politique nationale en 1963, lorsqu'il a réprimé des émeutes visant à remettre l'ancien président Hubert Maga au pouvoir dans sa ville natale, Parakou. L'universitaire Samuel Decalo a décrit l'écrasement des émeutes comme « brutal ».
À la mi-1970, il a été désigné chef d'État-major du Service civique.  

## Fin de carrière
En octobre 1972, après la prise du pouvoir de Mathieu Kérékou, Hachème a été renvoyé de l'armée, Le 28 février 1973, il a été accusé d'avoir participé à un complot pour renverser Kérékou et condamné à 20 ans de travaux forcés Il a été amnistié le 1er août 1984, en même temps que tous les autres prisonniers politiques (sauf ceux impliqués dans « l'ignoble et barbare agression impérialiste du dimanche 16 janvier 1977 » — il s'agit de la tentative de coup d'état du mercenaire Bob Denard).